# Juris Laizāns
Juris Laizāns (Riga, 6 de gener de 1979) és un exfutbolista letó que jugava de migcampista. Fou internacional 113 cops amb Letònia. Després d'acabar la seva carrera professional com a futbolista l'11 d'abril de 2014, Laizāns va acceptar una oferta del club FC Krasnodar de la lliga russa de futbol per formar part del seu equip d'scouting.

## Palmarès
- Lliga de futbol de Letònia - 1998, 1999, 2000
- Lliga de futbol de Rússia - 2003, 2005
- Copa de futbol de Rússia - 2002, 2005
- Supercopa de futbol de Rússia - 2004
- Copa de la UEFA - 2005
- Lliga bàltica de futbol - 2011
- Copa bàltica de futbol - 2003, 2008
- Futbolista letó de l'any - 2002